# 아스터 (미사일)

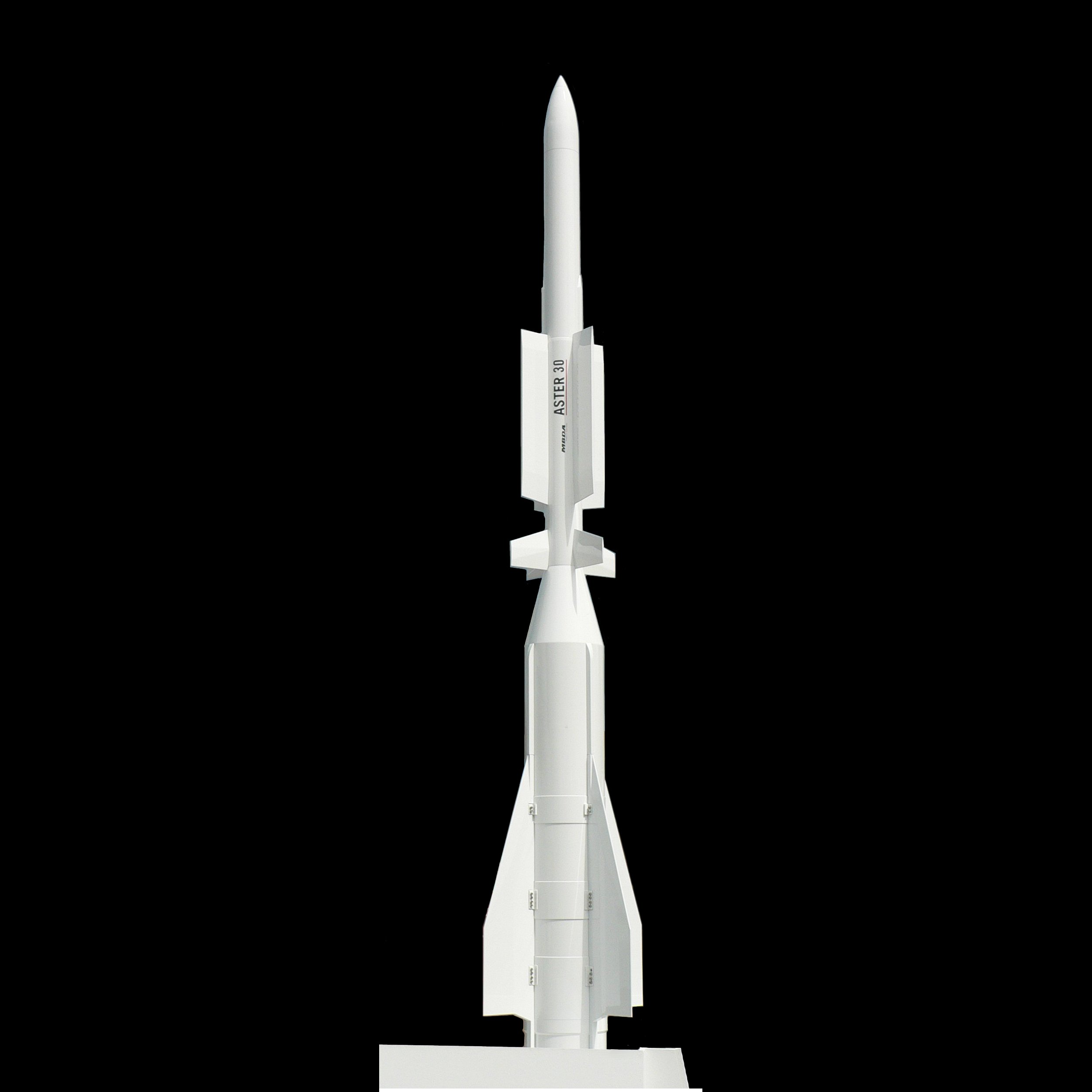
아스터

아스터(Aster)는 유럽에서 제작한 단거리와 장거리 대공 미사일로 유럽판 스탠다드 미사일이다. MBDA 이태리 66% 프랑스 탈레스 33%의 지분 참여로 개발하여 2001년 실전배치되었다.

## 역사
1980년대 프랑스와 이탈리아에 실전배치된 것은 주로 프랑스의 크로탈 미사일, 이탈리아의 애스피데, 미국의 RIM-7 시 스패로우와 같은 단거리 대공 미사일이었다. 이 미사일들은 사정거리가 겨우 10여 킬로미터 정도였기 때문에 2000년 프랑스와 이탈리아는 국산 중거리 장거리 지대공 미사일을 개발하기로 결정했다. 이 두 나라는 미국의 스탠다드 미사일 또는 영국의 시 다트 미사일와 동급이며, 인도와 러시아가 합작 개발한 브라모스 초음속 대함미사일을 요격할 미사일이 필요했다.

## SAMP/T

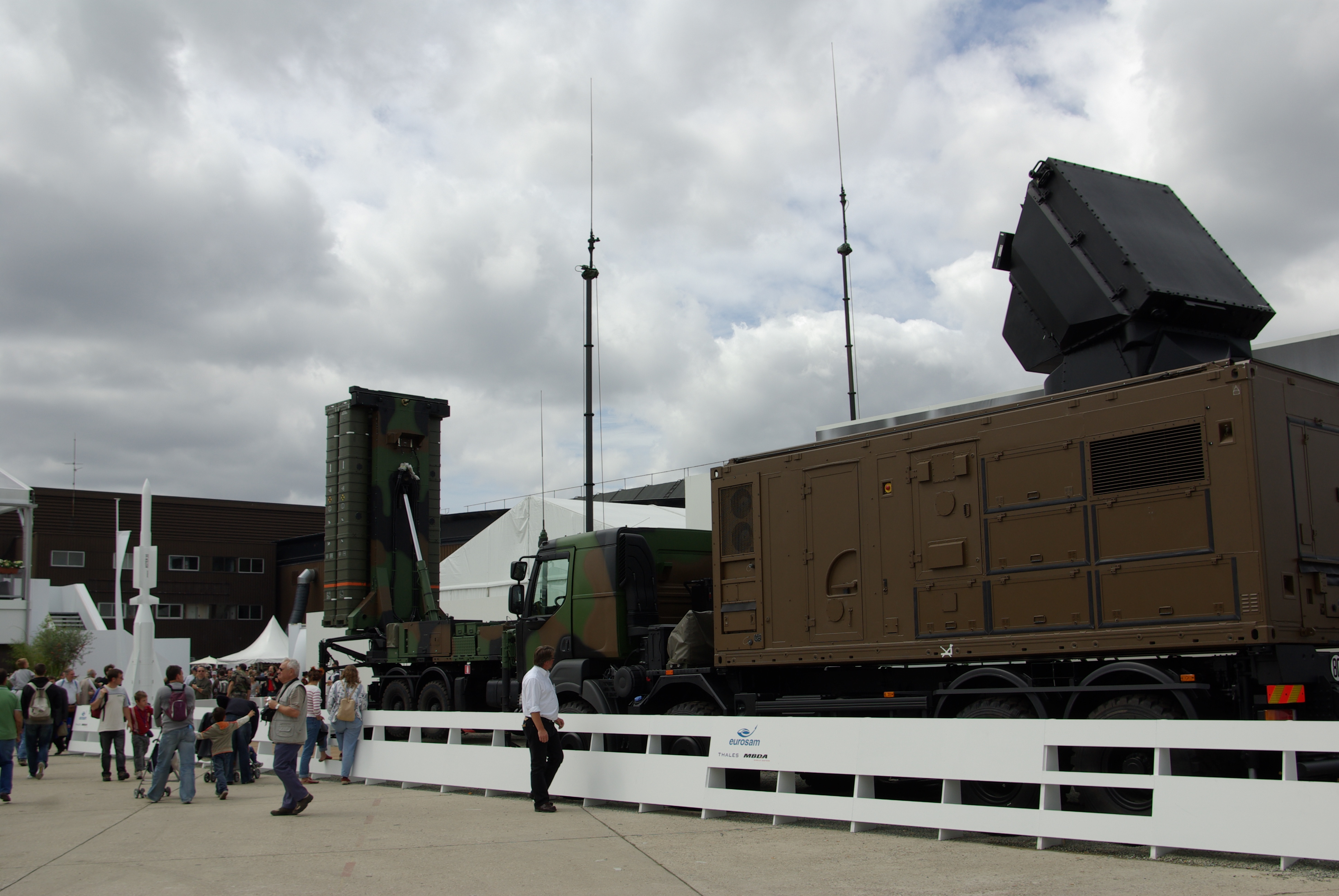
지상 발사형 아스터 미사일인 SAMP/T

아스터 30을 지대공 미사일로도 사용한다. SAMP/T (Surface-to-Air Missile Platform/Terrain)이라고 부른다. 사거리 600 km인 단거리 탄도 미사일을 요격할 수 있다. 프랑스 국방부는 육군용 6개, 공군용 6개를 주문했다가 2012년 10개로 줄였으며, 모두 프랑스 공군에 배치하기로 했다. 이탈리아 육군도 6개를 주문했다. 싱가포르 공군이 호크 미사일을 대체하기 위해 몇대를 주문했다.

## 제원

### ASTER-15
- 단거리 대공미사일
- 실전배치: 2001년
- 제작사: MBDA
- 중량: 310 kg (Aster 15)
- 길이: 4.2 m
- 직경: 180 mm
- 엔진: 고체연료 2단 로켓
- 사거리: 1.7–30 km (Aster 15)
- 최대고도: 13 km maximum (Aster 15)
- 속도: 마하 3 (1000 m/s) (Aster 15)
- 탄두: Directed fragmentation

### ASTER-30
- 장거리 대공미사일
- 실전배치: 2001년
- 제작사: MBDA
- 중량: 510 kg (Aster 30)
- 길이: 4.2 m
- 직경: 180 mm
- 엔진: 고체연료 2단 로켓
- 사거리: 3–120 km (Aster 30)
- 최대고도: 20 km (Aster 30)
- 속도: 4.5; 1,400 m/s (Aster 30)
- 탄두: Directed fragmentation

## 운용국가
- 프랑스

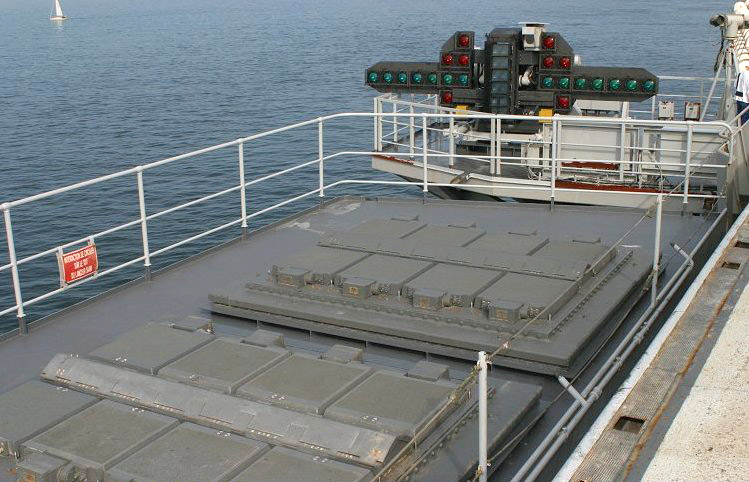
프랑스 핵항공모함 샤를 드골에 장착된 Aster 15 미사일 16발

  - 2001년 항공모함 샤를 드 골에 Aster 15 미사일 16발을 배치

- 이탈리아
  - 항공모함 카보우르에 Aster 15 미사일 32발이 16 셀의 VLS 2개에 설치될 예정.

- 프랑스  이탈리아
  - 호라이즌급 프리깃함에 Aster 30와 Aster 15 탑재 예정.
  - FREMM 다목적 프리깃함에 Aster 15 탑재 예정.

- 사우디아라비아
  - 알 리야드급 프리깃함에서 2004년 3월 23일 최초로 Aster 15를 탑재.

- 싱가포르
  - 포미다블급 프리깃함에 Aster 30와 Aster 15 탑재 예정.

- 영국
  - 데어링급 구축함 (Type 45)에 Aster 30와 Aster 15 탑재.

## 같이 보기
- 스탠다드 미사일: 아스터 30 미사일과 비슷한 장거리 용도로, 미국은 스탠다드 미사일을 사용한다.
- RIM-7 시 스패로우: 아스터 15 미사일과 비슷한 단거리 용도로, 미국은 시스패로 미사일을 사용한다.
- 바락 미사일: 이스라엘산